# Goudourvielle
Goudourvielle est une ancienne commune du Gers. En 1827, elle est rattachée à la commune de Lias.

## Géographie

### Localisation
Le hameau est situé à 2,6 km au nord-ouest de Lias.

### Géologie et relief
La superficie du hameau est d'environ 4,71 hectares et est situé à une altitude de 226 mètres.

## Toponymie
Le hameau tire son nom l'appellation wisigoth « Gothorom Villa » (la villa des Goths).

## Histoire
En 1827, Goudourvielle est intégrée à la commune de Lias.

## Population et société

### Démographie
| 1793 | 1800 | 1806 | 1821 |
| ---- | ---- | ---- | ---- |
| 129  | 133  | 140  | 173  |